# چراک بالا
چراک بالا یا پس گردنه، روستایی در دهستان بندر بخش سندرک شهرستان میناب در استان هرمزگان ایران است.

## جمعیت
بر پایه سرشماری عمومی نفوس و مسکن در سال ۱۳۹۵، جمعیت این روستا برابر با ۲۹۸ نفر (۸۱ خانوار) بوده‌است.